# صالح الغوینم
صالح الغوینم (عربی: صالح الغوينم؛ زادهٔ ۳۱ مهٔ ۱۹۸۶) یک ورزشکار اهل عربستان سعودی است.
از باشگاه‌هایی که در آن بازی کرده‌است می‌توان به باشگاه فوتبال الاتحاد، باشگاه فوتبال القادسیه عربستان سعودی، باشگاه فوتبال الرائد عربستان سعودی، و باشگاه فوتبال الحزم عربستان سعودی اشاره کرد.